# Marquesat de Mira-sol
El Marquesat de Mira-sol és un títol nobiliari espanyol creat el 15 de juliol de 1689 pel rei Carles II a favor d'Antoni Carròs i de Castellví, cavaller de Montesa i lloctinent del batlle general de València.

## Marquesos de Mira-sol
|                       | Titular                                       | Període               |
| Creació per Carles II | Creació per Carles II                         | Creació per Carles II |
| --------------------- | --------------------------------------------- | --------------------- |
| I                     | Antoni Carròs i de Castellví                  | 1689-                 |
| II                    | Vicent Carròs i Carròs                        |                       |
| III                   | Josep Carròs i Cruïlles                       | ? -1743               |
| IV                    | Vicent Carròs i Roca de la Serna              |                       |
| V                     | Joan Carròs i Pallarès                        | ? -1814               |
| VI                    | Vicenta Carròs i Pallarès                     | 1814-1833             |
| VII                   | Vicent Palavicino i Vallès                    | 1833-1868             |
| VIII                  | Gonzalo Palavicino de Ibarrola                | 1870-1899             |
| IX                    | Vicente Palavincino i Lara                    | 1899-1946             |
| X                     | María Vicenta Palavincino Lara                | 1946-                 |
| XI                    | Sol Palavincino Lara                          | ? -1965               |
| XII                   | Emilio Lamo de Espinosa y Enríquez de Navarra | 1965-1985             |
| XIII                  | Jaime Lamo de Espinosa Michels de Champourcin | 1987-actual titular   |

## Història dels marquesos de Mira-sol
- Antoni Carròs i de Castellví (1620-1693), I marquès de Mira-sol. El va succeir el seu fill:
- Vicent Carròs i Carròs (n. en 1651), II marquès de Mira-sol. El va succeir el seu fill:
- Josep Carròs i Cruïlles (1680-1743), III marquès de Mira-sol. El va succeir el seu fill:
- Vicent Carròs i Roca de la Serna (n. en 1725), IV marquès de Mira-sol.

1. Va casar amb Francesca Antònia Pallarès i Roca. El va succeir el seu fill:

- Joan Carròs i Pallarès (1765-1814), V marquès de Mira-sol, baró de Guardamar. Sense descendents. El va succeir la seva germana:
- Vicenta Carròs i Pallarès, (1762-1833), VI marquesa de Mira-sol.

1. Va casar amb Antonio María Palavicino y Gámir, VII baró de Frignani i Frignestani. El va succeir el seu net, ja que aquests van ser pares de

-Lorenzo Palavicino i Carroz (1785-1833), VIII baró de Frignani i Frignestani que va casar amb Vicenta de Vallès i Ferrer de Pegamans, filla de Fausto de Vallés i de Vega, XII baró de la Puebla de Tornesa, que van tenir per fill a:
- Vicente Palavicino y Vallès (1819-1868), VII marquès de Mira-sol, IX baró de Frignani i Frignestani.

1. Va casar amb Casilda de Ibarrola y Mollinedo, filla de Manuel de Ibarrola y González marquès de Zambrano i d'Isabel de Mollinedo y Càceres. El va succeir el seu fill:

- Gonzalo Palavicino y Ibarrola (1845-1899), VIII marquès de Mira-sol, X baró de Frignani i Frignestani.

1. Va casar amb María Josefa de Lara y San Juan.
2. Va casar amb la seva cunyada María Luisa de Lara i San Juan. El va succeir el seu fill:

- Vicente Palavicino y Lara (1880-1950), IX marquès de Mira-sol, XI baró de Frignani i Frignestani. Sense descendents. El va succeir, per cessió, la seva germana:
- María Vicenta Palavicino y Lara, X marquesa de Mira-sol. Sense descendents. El va succeir la seva germana:
- Sol Palavicino y Lara (1885-1962), XI marquesa de Mira-sol, XII baronessa de Frignani i Frignestani. Sense descendents.

A la seva defunció i per designació, prèvia llicència del llavors Cap de l'Estat Espanyol, va instituir una nova línia successòria al capdavant del seu parent:
- Emilio Lamo de Espinosa y Enríquez de Navarra (m. en 1985), XII marquès de Mira-sol, XIII baró de Frignani i Frignestani. Descendent de Rafaela Palavicino i Carròs.

1. Va casar amb María Luisa Michels Champourcin y Morán de Laredo. El va succeir, en 1988, el seu fill:

- Jaime Lamo d'Espinosa Michels de Champourcin (n. en 1941), XIII marquès de Mira-sol, XIV baró de Frignani i Frignestani.

1. Casat amb María del Carmen Rocamora y García-Iglesias.